# Omeka
Omeka ist eine Open-Source-Plattform, die speziell für die Digitalisierung von Ausstellungen und Sammlungen entwickelt wurde. 2008 wurde die Plattform unter dem Namen Omeka Classic veröffentlicht. Eine Weiterentwicklung des Programms erschien im November 2017 unter dem Namen Omeka S, um auch die Anforderungen größerer institutioneller Benutzer erfüllen zu können. Omeka ist eine Open-Source Anwendung, die unter der Creative-Commons-Lizenz CC-BY-NC (nicht kommerziell, Namensnennung) nutzbar ist.

## Funktionsumfang
Das Programm ist eine Mischung aus Content-Management-, Sammlungs- und Archivsystem. Es ermöglicht die Veröffentlichung von geisteswissenschaftlichen Inhalten und setzt hierbei bewusst auf die Nutzung von Standards und Ontologien. Es zeichnet sich durch eine leicht zu bedienende Software aus, die auch ohne Programmierkenntnisse genutzt werden kann. Es setzt im Gegensatz zu anderen Repository Varianten den Fokus auf die Funktionen und ist daher leicht zu implementieren.
Wie bei anderen Content-Management-Systemen wird die Gestaltung der Website und die Verwaltung der Inhalte getrennt behandelt. Für die Gestaltung der Website sind verschiedene Formatvorlagen wählbar. Es können ebenfalls eigene Themen erstellt oder vorhandene angepasst werden, wobei Programmierkenntnisse gefordert sind.
Die Daten werden in einer Datenbank gespeichert. Omeka stellt über 100 Plugins zur Verfügung, die die Funktionalität der Software erweitern. Entwickelt wurden die Plugins vom Roy Rosenzweig Center for History and New Media und einer Open-Source Community an Entwicklern. Diese Plugins ermöglichen beispielsweise die Einbindung statischer Seiten wie dem Impressum auf der Website, den Import von CSV-Dateien, die Generierung einer Liste aller Objekte im HTML-Format oder eines QR-Codes pro Objekt. Weitere Plugins ermöglichen es Nutzern, Elemente auf einer Google-Karte anzuheften und die geografischen Koordinaten für dieses Element zu erfassen oder YouTube-Videos mithilfe des YouTube-Plugins einzubetten und Metadaten wie Ersteller und Titel in die Omeka-Sammlung zu importieren.
Omeka Classic ist für individuelle Projekte, aber auch für Wissenschaftler, Museen, Bibliotheken oder Archive konzipiert. Es wird nach den Dublin-Core Standards gearbeitet. Bei dieser Variante kann das Hosting individuell selber extern übernommen werden. Die Möglichkeit, Omeka auf einem eigenen Server zu betreiben erlaubt viele Einsatzszenarien und Sicherungsmechnismen.
Omeka Net ist die vollständig vom Omeka-Team gehostete und damit kostenpflichtige Version des Programms. Bei Bedarf bietet das Omeka-Team auch die Planung, eine individuelle Beratung zu Design und Oberfläche und Erweiterungen an.
Omeka S ist eine Weiterentwicklung des Programms für Institutionen, die digitale Kultursammlungen mit anderen Online-Ressourcen verknüpfen möchten. Auch hier kann das Hosting durch das Omeka-Team übernommen werden, die Kosten sind höher als in der Classic Variante. Omeka S bietet eine zentrale Administrationsfläche für mehrere Omeka-Websites.

## Verbreitung/Anwendungsgebiete
Omeka findet hauptsächlich Anwendung an Universitäten, Schulen, Bibliotheken und Museen, vermehrt in den Vereinigten Staaten.
Aber auch deutsche und weitere europäische Institutionen nutzen Omeka zur digitalen Visualisierung verschiedener Sammlungen. Die Freie Universität Berlin nutzt Omeka S für die Nachlass-Erschließung der Theateristorischen Sammlung. Auch die Universität Osnabrück setzt Omeka in mehreren Forschungsprojekten und in der Lehre ein. Im europäischen Raum betreibt beispielsweise die Fakultät Digital Humanities der Universität Bern einen eigenen Omeka Server, der Interessierten zur Verfügung steht. Auch die Universität Innsbruck bietet Mitarbeitenden die Nutzung von Omeka S an.
Die Deutsche Digitale Bibliothek entwickelte ein eigenes webbasiertes Tool mit dem Titel DDBstudio zur Erstellung von Ausstellungen für Kultur- und Wissenseinrichtungen, welches auf Omeka basiert. Mit dem Tool wurde 254 Ausstellungen von vielen unterschiedlichen deutschen Kultureinrichtungen erstellt.
Auch im Bereich der Corona-Sammlungen fand Omeka aufgrund der Bekanntheit in den Digital Humanities Anwendung, was zu einer raschen Weiterentwicklung des Programms beitrug. Ein Beispiel für die Nutzung der Anwendung im Bezug auf die Pandemie ist das in diesem Zuge ins Leben gerufene partizipative Archiv Corona-memory.ch, das von der Universität Bern, infoclio.ch und IMeG und der Università della Svizzera italiana ins Leben gerufen wurde und Menschen dazu aufruft, persönliche Momentaufnahmen der SARS-CoV-2-Pandemie zu teilen.
Nach eigenen Angaben des Omeka-Teams wurde Omeka Classic über 500.000 Mal heruntergeladen. Omeka.net weist seit dem Start des Programms fast 83.000 Benutzer und über 50.000 gehostete Websites auf.

## Geschichte
Omeka ist ein Begriff aus dem Swahilhi, das so viel wie „Waren auslegen oder ausstellen“, „ausbreiten“ oder „auspacken“ bedeutet. Für das Tool wurde dieser Name gewählt, da durch die Bereitstellung und den Aufbau digitaler Projekte metaphorisch ähnliche Praktiken genutzt werden. Das Projekt wurde ursprünglich am Roy Rosenzweig Center for History and New Media der George Mason University mithilfe finanzieller Unterstützung verschiedener Organisationen gestartet.
Im Jahr 2007 wurden erstmals Fördergelder beim Institute of Museum and Library Services (IMLS) beantragt. Zu diesem Zeitpunkt gab es für Museen, Bibliotheken und Archive nur wenige Möglichkeiten der Veröffentlichung von Ausstellungsstücken im Internet. Ziel sollte sein, dies mithilfe einer kostenlosen Open-Source-Anwendung zu ermöglichen. Die Anwendung sollte auf standardisierten Metadaten beruhen, eine benutzerfreundliche Verwaltungsoberfläche bieten und eine Syndifizierung für die gemeinsame Nutzung von Inhalten bieten. Zudem sollte die Kernfunktion der Veröffentlichung von Inhalten durch eine flexible Plugin-Architektur und eine reichhaltige Design-API erweitert werden. Im Februar 2008 wurde startete die Plattform Omeka Classic. Im Jahr 2010 erkannte die Library of Congress die zentrale Bedeutung von Omeka Classic für die Bibliotheksgemeinschaft an und finanzierte zwei Jahre lang die laufende Arbeit an der Kernsoftware und die Stärkung der Entwicklergemeinschaft. Im Jahre 2010 wurde Omeka.net eingeführt, welches das Hosting der Plattform beinhaltet. Diese beiden Versionen des Programms eignen sich für die Realisierung von Einzelprojekten, angefragt wurde eine Ausführung, die ebenfalls den Anforderungen größerer Organisationen entspricht. Aufgrund dessen wurde die Entwicklung dieses Programms im November 2012 begonnen. Im November 2017 erschien Omeka S, welches diesen Anforderungen nun entsprechen sollte und weitere Funktionen bietet. Es kann beispielsweise in die Linked-Open-Data-Umgebung eingebunden werden, jede Ressource hat einen URI und es gibt eine größere Auswahl an Design- und Theme-Elementen.
Seit 2016 ist das Omeka-Projekt eine unabhängige Einheit unter der finanziellen Leitung von Digital Scholar, einem gemeinnützigen Unternehmen, welches unter anderem das Literaturverwaltungsprogramm Zotero zu seinen Projekten zählt.